# Tercera División de España 1972-73
La temporada 1972–73 de la Tercera División de España de fútbol corresponde a la 36.ª edición del campeonato y se disputó entre el 3 de septiembre de 1972 y el 17 de junio de 1973.

## Sistema de competición
La Tercera División de España 1972-73 fue organizada por la Federación Española de Fútbol (RFEF).
El campeonato contó con la participación de 80 clubes divididos en cuatro grupos. La competición siguió un sistema de liga, de modo que los equipos de cada grupo se enfrentaron entre sí, todos contra todos en dos ocasiones -una en campo propio y otra en campo contrario- sumando un total de treinta y ocho jornadas. El orden de los encuentros se decidió por sorteo antes de empezar la competición.
Se estableció una clasificación con arreglo a los puntos obtenidos en cada enfrentamiento, a razón de dos por partido ganado, uno por empatado y ninguno en caso de derrota. En caso de empate a puntos entre dos o más clubes en la clasificación, se tuvo en cuenta el mayor cociente de goles. 
Los primeros clasificados de cada grupo ascendieron directamente a Segunda División, mientras que los segundos clasificados disputaron la Promoción de Ascenso en sistema de eliminatoria ante los equipos de Segunda División clasificados entre el decimotercero y decimosexto puesto para decidir ascenso o permanencia según el caso.
Los cuatro últimos clasificados descendieron directamente a categoría Regional, mientras que los cuatro anteriores en la clasificación disputaron la Promoción de Permanencia en sistema de eliminatoria ante equipos de Regional.

## Clasificaciones

### Grupo I
| Pos. | Equipo                    | Pts. | PJ | G  | E  | P  | GF | GC | Dif. | Clasificación                     |
| ---- | ------------------------- | ---- | -- | -- | -- | -- | -- | -- | ---- | --------------------------------- |
| 1    | C. D. Orense (A)          | 57   | 38 | 23 | 11 | 4  | 70 | 22 | +48  | Ascenso a Segunda División        |
| 2    | C. D. Ensidesa            | 52   | 38 | 19 | 14 | 5  | 41 | 27 | +14  | Acceso a Promoción de ascenso     |
| 3    | Palencia C. F.            | 52   | 38 | 22 | 8  | 8  | 54 | 21 | +33  |                                   |
| 4    | C. D. Guecho              | 44   | 38 | 19 | 6  | 13 | 57 | 34 | +23  |                                   |
| 5    | Bilbao Atlético           | 43   | 38 | 16 | 11 | 11 | 63 | 45 | +18  |                                   |
| 6    | Sestao S. C.              | 41   | 38 | 18 | 5  | 15 | 56 | 46 | +10  |                                   |
| 7    | Gimnástica de Torrelavega | 40   | 38 | 17 | 6  | 15 | 48 | 44 | +4   |                                   |
| 8    | U. P. Langreo             | 40   | 38 | 13 | 14 | 11 | 40 | 28 | +12  |                                   |
| 9    | Club Ferrol               | 40   | 38 | 15 | 10 | 13 | 52 | 46 | +6   |                                   |
| 10   | Caudal Deportivo          | 40   | 38 | 17 | 6  | 15 | 44 | 44 | 0    |                                   |
| 11   | Zamora C. F.              | 37   | 38 | 15 | 7  | 16 | 43 | 52 | −9   |                                   |
| 12   | Club Lemos                | 37   | 38 | 12 | 13 | 13 | 42 | 50 | −8   |                                   |
| 13   | Real Avilés C. F.         | 36   | 38 | 14 | 8  | 16 | 43 | 38 | +5   | Acceso a Promoción de permanencia |
| 14   | S. D. Ponferradina        | 33   | 38 | 11 | 11 | 16 | 31 | 47 | −16  | Acceso a Promoción de permanencia |
| 15   | C. D. Basconia            | 33   | 38 | 12 | 9  | 17 | 42 | 54 | −12  | Acceso a Promoción de permanencia |
| 16   | C. D. Laredo (D)          | 32   | 38 | 12 | 8  | 18 | 30 | 54 | −24  | Acceso a Promoción de permanencia |
| 17   | Gran Peña Celtista (D)    | 30   | 38 | 10 | 10 | 18 | 46 | 66 | −20  | Descenso a Categorías regionales  |
| 18   | S. D. Compostela (D)      | 28   | 38 | 10 | 8  | 20 | 30 | 54 | −24  | Descenso a Categorías regionales  |
| 19   | Club Siero (D)            | 27   | 38 | 9  | 9  | 20 | 27 | 54 | −27  | Descenso a Categorías regionales  |
| 20   | S. D. Llodio (D)          | 18   | 38 | 5  | 8  | 25 | 28 | 61 | −33  | Descenso a Categorías regionales  |

 Fuente: Fútbol Regional

### Grupo II
| Pos. | Equipo                            | Pts. | PJ | G  | E  | P  | GF | GC | Dif. | Clasificación                     |
| ---- | --------------------------------- | ---- | -- | -- | -- | -- | -- | -- | ---- | --------------------------------- |
| 1    | U. D. Salamanca (A)               | 59   | 38 | 24 | 11 | 3  | 82 | 23 | +59  | Ascenso a Segunda División        |
| 2    | Atlético Madrileño                | 51   | 38 | 21 | 9  | 8  | 57 | 27 | +30  | Acceso a Promoción de ascenso     |
| 3    | Deportivo Alavés                  | 50   | 38 | 19 | 12 | 7  | 54 | 26 | +28  |                                   |
| 4    | Castilla C. F.                    | 49   | 38 | 18 | 13 | 7  | 57 | 28 | +29  |                                   |
| 5    | C. D. Colonia Moscardó            | 46   | 38 | 20 | 6  | 12 | 55 | 42 | +13  |                                   |
| 6    | C. D. Pegaso                      | 46   | 38 | 15 | 16 | 7  | 60 | 36 | +24  |                                   |
| 7    | C. D. Tudelano                    | 41   | 38 | 16 | 9  | 13 | 41 | 35 | +6   |                                   |
| 8    | San Sebastián C. F.               | 39   | 38 | 18 | 3  | 17 | 64 | 52 | +12  |                                   |
| 9    | C. D. Calvo Sotelo Andorra        | 39   | 38 | 17 | 5  | 16 | 39 | 39 | 0    |                                   |
| 10   | C. A. Osasuna Promesas            | 38   | 38 | 13 | 12 | 13 | 43 | 46 | −3   |                                   |
| 11   | C. F. Calvo Sotelo de Puertollano | 37   | 38 | 13 | 11 | 14 | 39 | 40 | −1   |                                   |
| 12   | S. D. Eibar                       | 37   | 38 | 13 | 11 | 14 | 42 | 50 | −8   |                                   |
| 13   | S. D. Huesca (D)                  | 36   | 38 | 14 | 8  | 16 | 57 | 47 | +10  | Acceso a Promoción de permanencia |
| 14   | Getafe Deportivo                  | 36   | 38 | 15 | 6  | 17 | 39 | 41 | −2   | Acceso a Promoción de permanencia |
| 15   | U. D. Arechavaleta (D)            | 35   | 38 | 11 | 13 | 14 | 36 | 54 | −18  | Acceso a Promoción de permanencia |
| 16   | C. D. Mirandés                    | 30   | 38 | 11 | 8  | 19 | 30 | 62 | −32  | Acceso a Promoción de permanencia |
| 17   | A. D. Torrejón (D)                | 26   | 38 | 9  | 8  | 21 | 25 | 46 | −21  | Descenso a Categorías regionales  |
| 18   | U. D. C. Chantrea (D)             | 26   | 38 | 8  | 10 | 20 | 27 | 55 | −28  | Descenso a Categorías regionales  |
| 19   | C. D. Béjar Industrial (D)        | 22   | 38 | 8  | 6  | 24 | 27 | 67 | −40  | Descenso a Categorías regionales  |
| 20   | C. D. Ejea (D)                    | 17   | 38 | 4  | 9  | 25 | 34 | 92 | −58  | Descenso a Categorías regionales  |

 Fuente: Fútbol Regional
Notas:
1. ↑  Para la siguiente temporada el C. D. Calvo Sotela Andorra cambió su nombre a C. D. Endesa Andorra

### Grupo III
| Pos. | Equipo                      | Pts. | PJ | G  | E  | P  | GF | GC | Dif. | Clasificación                     |
| ---- | --------------------------- | ---- | -- | -- | -- | -- | -- | -- | ---- | --------------------------------- |
| 1    | Levante U. D. (A)           | 54   | 38 | 23 | 8  | 7  | 58 | 26 | +32  | Ascenso a Segunda División        |
| 2    | Gerona C. F.                | 47   | 38 | 17 | 13 | 8  | 42 | 26 | +16  | Acceso a Promoción de ascenso     |
| 3    | C. F. Calella               | 46   | 38 | 19 | 8  | 11 | 42 | 27 | +15  |                                   |
| 4    | U. D. Lérida                | 42   | 38 | 16 | 10 | 12 | 43 | 38 | +5   |                                   |
| 5    | S. D. Ibiza                 | 42   | 38 | 17 | 8  | 13 | 49 | 42 | +7   |                                   |
| 6    | C. D. Menorca               | 41   | 38 | 16 | 9  | 13 | 43 | 37 | +6   |                                   |
| 7    | C. D. Alcoyano              | 41   | 38 | 18 | 5  | 15 | 43 | 40 | +3   |                                   |
| 8    | Onteniente C. F.            | 40   | 38 | 15 | 10 | 13 | 54 | 40 | +14  |                                   |
| 9    | C. D. Tortosa               | 39   | 38 | 16 | 7  | 15 | 47 | 45 | +2   |                                   |
| 10   | C. D. Europa                | 39   | 38 | 15 | 9  | 14 | 42 | 41 | +1   |                                   |
| 11   | C. F. Tarrasa               | 39   | 38 | 12 | 15 | 11 | 50 | 46 | +4   |                                   |
| 12   | Villarreal C. F.            | 39   | 38 | 15 | 9  | 14 | 45 | 43 | +2   |                                   |
| 13   | C. D. Atlético de Ciudadela | 37   | 38 | 13 | 11 | 14 | 41 | 42 | −1   | Acceso a Promoción de permanencia |
| 14   | Vinaroz C. F.               | 36   | 38 | 15 | 6  | 17 | 49 | 44 | +5   | Acceso a Promoción de permanencia |
| 15   | C. D. Olímpico de Játiva    | 36   | 38 | 14 | 8  | 16 | 42 | 48 | −6   | Acceso a Promoción de permanencia |
| 16   | U. D. Poblense (D)          | 35   | 38 | 15 | 5  | 18 | 57 | 52 | +5   | Acceso a Promoción de permanencia |
| 17   | C. D. Júpiter (D)           | 34   | 38 | 13 | 8  | 17 | 52 | 57 | −5   | Descenso a Categorías regionales  |
| 18   | C. D. Masnou (D)            | 28   | 38 | 10 | 8  | 20 | 38 | 65 | −27  | Descenso a Categorías regionales  |
| 19   | C. D. Atlético Baleares (D) | 24   | 38 | 8  | 8  | 22 | 26 | 48 | −22  | Descenso a Categorías regionales  |
| 20   | C. D. Acero (D)             | 21   | 38 | 6  | 9  | 23 | 38 | 94 | −56  | Descenso a Categorías regionales  |

 Fuente: Fútbol Regional

### Grupo IV
| Pos. | Equipo                     | Pts. | PJ | G  | E  | P  | GF | GC | Dif. | Clasificación                     |
| ---- | -------------------------- | ---- | -- | -- | -- | -- | -- | -- | ---- | --------------------------------- |
| 1    | Linares C. F. (D)          | 50   | 38 | 20 | 10 | 8  | 67 | 29 | +38  | Ascenso a Segunda División        |
| 2    | C. D. Cartagena            | 49   | 38 | 18 | 13 | 7  | 61 | 26 | +35  | Acceso a Promoción de ascenso     |
| 3    | C. D. Badajoz              | 45   | 38 | 20 | 5  | 13 | 52 | 35 | +17  |                                   |
| 4    | Recreativo Portuense       | 40   | 38 | 15 | 10 | 13 | 46 | 43 | +3   |                                   |
| 5    | C. D. Valdepeñas           | 40   | 38 | 14 | 12 | 12 | 39 | 34 | +5   |                                   |
| 6    | Xerez C. D.                | 40   | 38 | 12 | 16 | 10 | 48 | 46 | +2   |                                   |
| 7    | Melilla C. F.              | 40   | 38 | 16 | 8  | 14 | 46 | 49 | −3   |                                   |
| 8    | R. C. Recreativo de Huelva | 40   | 38 | 14 | 12 | 12 | 36 | 28 | +8   |                                   |
| 9    | Real Jaén C. F.            | 40   | 38 | 17 | 6  | 15 | 42 | 41 | +1   |                                   |
| 10   | A. D. Almería              | 39   | 38 | 17 | 5  | 16 | 57 | 55 | +2   |                                   |
| 11   | A. D. Hellín               | 39   | 38 | 17 | 5  | 16 | 48 | 49 | −1   |                                   |
| 12   | A. D. Ceuta                | 38   | 38 | 13 | 12 | 13 | 49 | 44 | +5   |                                   |
| 13   | C. D. San Fernando         | 37   | 38 | 13 | 11 | 14 | 46 | 49 | −3   | Acceso a Promoción de permanencia |
| 14   | C. D. Eldense              | 35   | 38 | 11 | 13 | 14 | 39 | 41 | −2   | Acceso a Promoción de permanencia |
| 15   | C. D. O'Donnell            | 34   | 38 | 13 | 8  | 17 | 42 | 64 | −22  | Acceso a Promoción de permanencia |
| 16   | R. B. Linense              | 34   | 38 | 12 | 10 | 16 | 26 | 47 | −21  | Acceso a Promoción de permanencia |
| 17   | Algemesí C. F. (D)         | 34   | 38 | 12 | 10 | 16 | 43 | 55 | −12  | Descenso a Categorías regionales  |
| 18   | C. F. Extremadura (D)      | 32   | 38 | 13 | 6  | 19 | 46 | 55 | −9   | Descenso a Categorías regionales  |
| 19   | Atlético Malagueño (D)     | 28   | 38 | 8  | 12 | 18 | 31 | 48 | −17  | Descenso a Categorías regionales  |
| 20   | Sevilla Atlético (D)       | 26   | 38 | 9  | 8  | 21 | 28 | 55 | −27  | Descenso a Categorías regionales  |

 Fuente: Fútbol Regional
Notas:
1. ↑  Para la siguiente temporada el Recreativo Portuense cambió su nombre a Racing Portuense

## Promoción de ascenso a Segunda División

### Equipos clasificados
Los siguientes equipos se clasificaron para la promoción de ascenso a Segunda División:
| 1º CD Ensidesa                                         | 1º Atlético Madrileño | 1º Gerona CF | 1º CD Cartagena |
| En negrita equipos que ascendieron a Segunda División. |                       |              |                 |

## Promoción de permanencia en Tercera División

### Equipos clasificados
Los siguientes equipos se clasificaron para la promoción de permanencia desde Tercera División:
| 13º Real Avilés C. F.                                   | 13º S. D. Huesca       | 13º C. D. Atlético Ciudadela | 13º C. D. San Fernando |
| 14º S. D. Ponferradina                                  | 14º Getafe Deportivo   | 14º Vinaroz CF               | 14º C. D. Eldense      |
| 15º C. D. Basconia                                      | 15º U. D. Arechavaleta | 15º C. D. Olímpico de Játiva | 15º C. D. O'Donnell    |
| 16º C. D. Laredo                                        | 16º C. D. Mirandés     | 16º U. D. Poblense           | 16º R. B. Linense      |
| En negrita equipos que descienden a Categoría Regional. |                        |                              |                        |

## Resumen
Ascendieron a Segunda División:
| - Levante Unión Deportiva | - Linares Club de Fútbol | - Club Deportivo Orense | - Unión Deportiva Salamanca |

Descendieron a Divisiones Regionales: 
| Grupo I - Club Deportivo Laredo - Club Gran Peña Celtista - Sociedad Deportiva Compostela - Club Siero - Sociedad Deportiva Llodio | Grupo II - Sociedad Deportiva Huesca - Unión Deportiva Arechavaleta - Agrupación Deportiva Torrejón - Unión Deportiva Cultural Chantrea - Club Deportivo Béjar Industrial - Sociedad Deportiva Ejea | Grupo III - Unión Deportiva Poblense - Club Deportivo Júpiter - Club Deportivo Masnou - Club Deportivo Atlético Baleares - Club Deportivo Acero | Grupo IV - Algemesí Club de Fútbol - Club de Fútbol Extremadura - Club Atlético Malagueño - Sevilla Atlético Club |